# Soledad de Graciano Sánchez
Soledad de Graciano Sánchez város Mexikó San Luis Potosí államában. Az állam fővárosával, San Luis Potosíval egybeépült, annak északkeleti külvárosának tekinthető. Népessége 2010-ben kb. 255 000 fő volt.

## Földrajz

### Fekvése
A város egy viszonylag sík vidéken épült fel a tengerszint felett körülbelül 1850–1860 méterrel. Néhány kilométerre keletre már a Keleti-Sierra Madre láncai emelkednek, de a város már nem terjed odáig. Állandó, nagyobb folyója nincs, időszakos vízfolyása a Río Santiago.

### Éghajlat
A környék éghajlata viszonylag meleg és igen száraz. A havi átlaghőmérsékletek a januári 13,3 °C-tól a májusi 22,2 °C-ig szóródnak. Az eddigi hidegrekord -8 °C volt, többször pedig 45 °C-ot is mértek már (májusban és szeptemberben is). Egy év alatt átlagosan mindössze 383 mm csapadék hull. Ennek ellenére a városban többször is pusztított áradás: így 1933 szeptemberében, 1955 szeptemberében és 1976 júliusában is, 1985. június 21-én pedig óriási vihar tarolt a településen.

## Közlekedés
A városon áthalad az 57-es és a 70-es szövetségi főút. Tömegközlekedése San Luis Potosíéhoz kapcsolódik. 1880-ban a főváros első lóvasútja Villa de Soledadba indult el (ekkor így hívták a várost), azonban később a buszok megjelenése kiszorította a kötöttpályás járműveket: 1932. március 31-ével ez a fajta közlekedési mód meg is szűnt.

## Népesség
A város népessége gyorsan nő, 1990-től 2010-ig több mint duplájára emelkedett:
| Év   | Lakosság |
| ---- | -------- |
| 1990 | 123 943  |
| 1995 | 147 188  |
| 2000 | 169 574  |
| 2005 | 215 968  |
| 2010 | 255 015  |

## Története

### Nevének eredete
A város nevének szó szerinti jelentése „Graciano Sánchez magánya”, de valójában nincs szó semmiféle magányról. A területet az itt létesült farmokról, vagyis ranchókról régebben Los Ranchosnak nevezték el, majd egy remetekápolnát építettek Szűz Mária tiszteletére, akinek egyik spanyol megnevezése Virgen de la Soledad („A Magány Szüze”) vagy Nuestra Señora de la Soledad. Erről kapta a terület 1758-ban a Paraje y Puesto de los Ranchos de Nuestra Señora de la Soledad elnevezést, ami körülbelül ezt jelenti: „A Magányos Miasszonyunk Ranchóinak Környéke és Helye”.
1827. november 8-án ez a név leegyszerűsödött: már csak Villa de la Soledadnak hívták. 1885. szeptember 23-án Carlos Diez Gutiérrez tábornok elrendelte, hogy a várost ezentúl Soledad Diez Gutiérrez néven nevezzék, majd 1988. december 18-án megkapta mai nevét, tisztelegve a város szülötte, a mezőgazdaságot fejlesztő és a parasztságért egész életében harcoló Graciano Sánchez Romo előtt: Soledad de Graciano Sánchez.

### Az első évszázadok
A területen igen régóta csak nagy farmok, ranchók álltak. Az idők során lassan kialakuló település a Cerro de San Pedro bányatermékeinek tranzitútvonalán feküdt, így az ide települő emberek egyaránt foglalkoztak a fémek szállításával és a bányászok fával és vízzel való ellátásával.
A 18. század közepétől fogva a terület lakóit folyamatosan zaklatták a szomszédos vidékek birtokosai, erről már 1748-ból létezik írásos emlék: egy panaszkodó irat, melyet a helyiek Juan Francisco de Güemes alkirálynak küldtek, hogy védje meg őket: ő figyelmeztette is a San Luis-i elöljárókat, hogy tegyenek így. 1758-ban egy Juan García nevű helyi indián lakos is készített egy irományt, melyben kijelenti, hogy ez a föld régóta az itteni lakók tulajdona, mindig is ők művelték. Nyilván attól tartott, hogy esetleg valakiknek szándékában áll kisajátítani földjeiket.
1767-ben azonban a környező vidékek lakói körében spanyolellenes felkelés robbant ki. Számos közeli és több távolabbi faluból lázadók özönlöttek San Luis Potosí városába, óriási károkat okozva az épületekben. Kiszabadították a börtönökben raboskodó foglyokat, kővel dobálták meg a polgármester és más elöljárók házait és rablásokat követtek el. Júliusban azonban megérkeztek José de Gálvez csapatai, akik leverték a forrongókat: 32 embert felakasztottak, 33-at száműztek, 109-et életfogytiglani fegyházta ítéltek, 21-et 10 év börtönre, 116-ot 8 évre, 22-t 6 évre és egyet gályarabságra. Szintén megbüntették a falvakat, ahonnan a lázadók érkeztek, így Soledadot is: halálbüntetés terhe mellett megtiltották a lakosoknak íj, szúró- és vágófegyverek, valamint lőfegyverek birtoklását, az indiánok nem járhattak lovon és nem viselhettek a spanyolokéhoz hasonló ruhákat, és hosszú hajat sem, viszont a tilmàtlit előírták számukra. Ez utóbbi szabályok megszegőire 100 korbácsötés és egy év börtön várt, a visszaesőkre pedig örökös száműzetés.
José de Gálvez azonban utánajárt, mi lehetett az oka a soledadiak forrongásának, és rájött, hogy többek között a földhiány. Ezért megbízta Agustín de Zubialdea helytartót, hogy jelöljön ki minden soledadi lakos számára házhelyeket, ahol építkezhetnek és további egyenlő méretű földterületeket mindenkinek. Ekkor alakították ki végre közigazgatásilag is a falut az eddig szétszórtan álló épületekből és azok lakóinak rend és vezetés nélküli halmazából.

### 19. század, függetlenség
Bár amikor a 19. század elején elkezdődtek a függetlenségi harcok, San Luis Potosí államban is számos esemény történt, Soledad de los Ranchos békéjét semmi sem zavarta meg. Ezt az is mutatja, hogy 1812-ben nem foglalkoztak mással, csak új templom építésével. A munkák azonban többször is nem kevés időre félbeszakadtak, csak 1841-ben folytatódtak, és a felszentelésre csak 1856. április 6-án kerülhetett sor.
Pontosan nem tudjuk, mikortól kezdve működött önkormányzat a településen, de egy biztos: 1820-ban már igen (Ezt a Jardín de la Plazában álló emlékmű is tanúsítja.) De városi (pontosabban villa) rangot még ekkor sem kapott a település, ez csak egy 1827-es állami rendelet életbe lépésével történt meg.
A következő évtizedből származik a város régi temetője, mely így az egyik legősibb az egész államban.
1847 januárjában, amikor az USA csapatai betörtek Mexikó területére, egy több mint 13 000-es hadsereg indult északnak San Luis Potosíból, áthaladva Soledad de los Ranchos városán is. Az átvonulás több csoportban történt és hetekig tartott, végül február 2-án itt haladt át Antonio López de Santa Anna tábornok is, a városban azonban ha megálltak egyáltalán, csak rövid időre álltak meg a seregek. A háború azonban ennél jobban most sem érintette a települést.
Az 1853-ban még csak 6 426 lakosú város a reformháború idején (1857–1861) is kimaradt a harcokból, sőt, a San Luis Potosíból pont a harcok miatt kitelepülő lakóknak köszönhetően népességében és gazdaságában is gyorsan fejlődött. 1880-ban a főváros első lóvasútja is Villa de Soledadba vezetett.

### 20. század
Ahogy a mexikói történelem többi nagyobb harca, úgy a forradalom is jórészt elkerülte Soledad Diez Gutiérrezt (akkor így hívták a várost). Alberto Carrera Torres ugyan néhányszor járt itt hadseregével, és néhány napig főhadiszállását is itt rendezte be, valamit a templom tornyából figyelte az ellenséget, de a városban semmi háborús kár nem esett. Mindössze egyetlen fegyveres összecsapás volt a környéken, de az sem a városban: 1914. június 11-én La Tinajánál Torres mért vereséget a huertisták csapatára, melyet Benjamín Argumedo és Antonio Rojas vezetett.
A forradalmat követő években tovább fejlődött a város. 1921-ben bevezették a telefont (igaz, kezdetben csak két készülék volt az egész városban), és a mezőgazdaság is nagyot lépett előre, amikor Graciano Sánchez Romo professzor részvénytársaságot alapított annak érdekében, hogy az eddig terméketlen földeket a város szennyvízével trágyázzák, jócskán megnövelve ezzel termékenységüket. Igaz, a részvények egyenlőtlen eloszlása miatt a javakból is egyenlőtlenül részesültek az emberek, így Sánchez feloszlatta a részvénytársaságot és helyette szövetkezetet hozott létre, ami már igazságosabban működött. A városba az ivóvízrendszert 1928-ban vezették be.

## Turizmus, látnivalók
A városban múzeumok nincsenek, egyetlen jelentős műemléke a La Soledad-templom, a hozzá tartozó 3 kápolnával és a kertjében levő emlékművel együtt.